# 壞女孩 (麥當娜歌曲)
《壞女孩》（英語：Bad Girl）是美國女歌手瑪丹娜在1993年2月發行的歌曲，為她第五張錄音室專輯《情慾》（英語：Erotica）中所推出的第三首單曲。〈壞女孩〉在告示牌單曲榜僅獲得第36名。

## 資料

### 歌曲簡介
〈壞女孩〉是瑪丹娜1992年專輯《情慾》的第三首主打歌曲，該曲的音樂影片仍是由導演大衛·芬奇（David Fincher）執導，另外還請到了好萊塢男星克里斯多夫·華肯（Christopher Walken）跨刀演出。這支黑白的MV帶著懸疑氣氛，瑪丹娜在影片中飾演一個被愛人勒死在床上的商業女強人，隨著影片倒敘方式揭開真相。只是太沉重的歌曲議題，太灰暗的影片調性，再加上瑪丹娜向來被批評差勁的演技，著實讓歌迷對這首歌曲不會產生太大的好感。

### 商業成績
〈壞女孩〉的前一首單曲〈深深地〉在單曲榜上最高成績為第7名，而〈深深地〉也是瑪丹娜在單曲榜上連續第28首TOP 20單曲，只是連續第29首TOP 20單曲的紀錄硬生生被〈壞女孩〉給中斷了，因為它在單曲榜上最高名次只有第36名，且在百名內只待了11週就匆匆退榜，成為瑪丹娜出道以來在單曲榜成績最差的一次。
〈壞女孩〉不僅在美國的成績不佳，在英國單曲榜的成績也失了瑪丹娜往日的水準，僅得到第10名。